# Vaux-Andigny
Vaux-Andigny település Franciaországban, Aisne megyében. Lakosainak száma 923 fő (2022. január 1.). Vaux-Andigny Becquigny, Bohain-en-Vermandois, Mennevret, Molain, Seboncourt, La Vallée-Mulâtre és Busigny községekkel határos.

## Népesség
A település népessége az elmúlt években az alábbi módon változott:
| Lakosok száma | 926  | 847  | 833  | 967  | 962  | 941  | 923  | 898  | 906  | 923  |
|               | 1968 | 1982 | 1990 | 2006 | 2013 | 2015 | 2017 | 2019 | 2020 | 2022 |